# 복지 제도
복지제도는 사회 구성원들의 삶의 질을 개선하기 위한 모든 사회적, 제도적 노력을 통틀어 일컫는 말이다.

## 사회복지제도의 뜻
사회 복지 제도는 좁게 보았을 때, 장애인, 노인 등 사회적 약자들에게 최소한의 인간다운 삶을 보장하기 위한 보호와 지원에 중점을 두며, 넓게 보았을 때에는 사회적 약자뿐만이 아닌, 사회에 속한 모든 개개인의 행복과 생활향상을 목표로 한다. 본디 복지 제도는 구빈의 성격이 강했으나, 현대로 올수록 직업 안정, 의료, 교육에까지 관심을 넓히게 되었다. 복지제도, 복지 국가의 개념이 일반화되면서, 개인의 자본과 노력만으로는 충족하기 어려운 사회적 목표는 국가와 사회의 공동노력으로 이루어 나가야 한다는 시각이 반영되어 있다.
복지 제도는 사회 보험이나 공공 부조 등 여러 가지 사회 보장 제도를 통해 구체화된다. 복지 제도는 크게 지원 수단의 성격을 기준으로 크게 두 분류로 구분되는데, 물질적, 금전적 지원인 사회 보험과 공공부조, 비물질적 지원인 사회 복지 서비스로 나눌 수 있다.

## 복지 제도의 유형

### 사회 보험
사회 보험은 보험료를 미리 거두었다가 지급 사유가 발생했을 때 필요한 비용을 지급해 주는 일종의 공공보험이다. 사회 보험에는 임금노동자와 사용자가 사회보험료를 분담하는 산업재해보상보험(업무상 재해가 발생할 경우에 업무상재해로 인정할 것인지를 심의하고, 장해유형에 따라 보상함), 고용보험(비자발적 실업이거나 자발적 실업이라도 해도 폐업의 확실시 등 퇴사가 불가피한 사유에 대비함), 건강보험(질병에 대비함), 국민연금(만 65세이상 노년층이 되었을 때에 대비함), 장기요양보험이 있는데, 산업재해보상보험과 건강 보험은 노동 능력의 상실, 국민연금과 고용보험은 노동 기회의 상실을 대비하고 있다. 사회 보험목적은 노동자와 그 가족들을 상해, 질병, 사망, 노령, 실업으로 인한 피해를 방지 혹은 최소화하는 것이다. 사회 보험개인의 의사에 따라 가입 여부를 결정할 수 있지 않고 의무적으로 가입하도록 되어 있어, 강제성을 띤다. 일반 회사의 보험과는 다르게 사회 보험의 비용은 수혜 정도가 아닌 소득 수준에 따라 정해지며, 그에 따라 소득의 재분배 역할도 기능한다. 사회복지역사에서는 독일의 보수정치가인 오토 폰 비스마르크가 노동자들이 국가에 불만을 갖지 않도록, 사회보험을 시행하여 복지국가의 기초를 닦았다.(1880년대)

### 공공부조
공공부조는 수혜자가 일정한 금액을 부담했던 사회 보험과 달리 국가가 전액 부담을 한다는 점에서 차이가 나타난다. 공공 부조는 보험료를 부담할 능력이 없는 영세민 등의 최저생활 및 경제적 보호를 보장하기 위한 제도이며, 따라서 소득 재분배 효과가 크게 나타난다. 
공공 부조에는 대상자 확인 절차가 시행되는데 공공부조의 대상자에는 부양의무자가 있거나 있어도 부양 능력이 없는 65세 이상의 노인이나 18세 미만의 아동, 임산부, 신체장애, 정신장애로 일할 능력이 없는 자 등이 해당한다. 공공 부조는 생활 보호와 의료 보호로 이루어지는데 우리나라에는 대표적인 공공 부조로 '기초 생활 보장 제도'를 예로 들 수 있다.